# Монстера

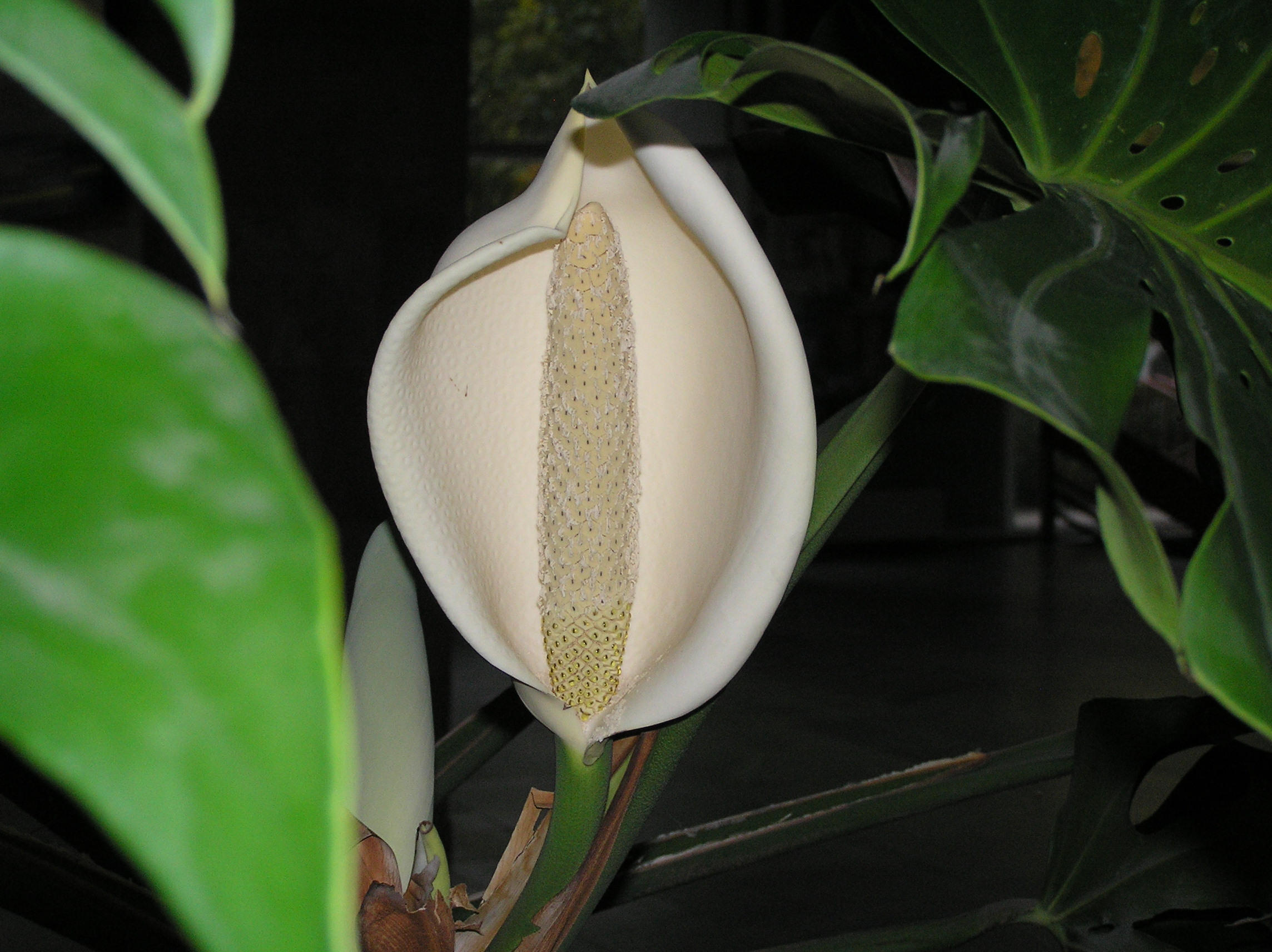
Квітка монстери. Холл офісу

Монсте́ра (Monstera) — рід тропічних рослин, ліан з великим листям, розташованим на стеблах по черзі. Точка зростання знаходиться на верхівці ростка. Рослини з цього роду поширені у вологих тропічних лісах екваторіального поясу Америки. На півдні ареал охоплює майже всю територію Бразилії, а на півночі включає півострів Юкатан і велику частину території Мексики. У XIX ст. монстера була завезена до Південно-східної Азії.

## Історія відкриття
1492 року європейці відкрили континент, названий пізніше Південною Америкою. Ще довго ця таємнича земля з непрохідними тропічними лісами була джерелом легенд і історій. На початку XVIII століття в Європі ходили легенди про гігантські рослини-вбивці, які зустрічаються в південноамериканських нетрях. Мандрівники розповідали, що після нападу цих рослин, від людей і тварин залишалися одні скелети, буквально пронизані довгими відростками, що звисають зі стовбура. Підстави для таких розповідей були. Мандрівники приймали за підступні щупальці повітряне коріння монстери. Звисаючи вниз, коріння могло прорости та крізь скелет людини, що загубилася в джунглях. Послужлива уява малювала абсолютно іншу картинку вбивства нещасного. Завдяки подібним легендам, монстера й отримала назву, латиною -monstrum ( чудовисько). Ще ймовірніше, що слово монстера сходить до латинського monstrosus — дивовижна, химерна.
Спочатку ботаніки систематизували монстеру в рід Філодендрон, проте в 1763 монстера була виділена в особливий рід рослин. Перші екземпляри монстери привабливою (M. deliciosa), яка спочатку була описана як Philodendron pertusum, завезли до Великої Британії в 1752 році. На батьківщині рослини, в Південній Америці, цей вигляд був детально описаний майже століття опісля ботаніком з Данії Фредеріком Міхаелем Лібманом (1813–1856), який в 1849 видав монографію, присвячену рослинам Південної Америки.
З монстерами, в їхньому природному середовищі зростання, стикався пізніше барон Вільгельм Фрідріх Карвінський, який у 1841–1843 очолював експедицію до Південної Америки, організованої Петербурзькою Академією наук. Від тієї експедиції зберігся, зокрема, лист гербарію, датований квітнем 1841 року з парою листя монстери, зібраною в мексиканському прибережному регіоні Веракрус. Опісля вісімнадцять років цей вид монстери був описаний Шоттом як Monstera Karwinsky.
Починаючи з кінця XVIII ст. монстера стає все популярнішою кімнатною рослиною в Європі. Завдяки британським колоніальним устремлінням рослина потрапляє до Індії в 1878 і розповсюджується далі на схід. Монстера — відома й популярна кімнатна рослина, чиєю батьківщиною є Південна Америка. Дослідження ботаніків, що вивчають цей рід тропічних ліан, продовжується. Провідним фахівцем в області систематики ароїдних рослин є американський ботанік, професор Університету штату Міссурі Томас Кроатт. Наприкінці XX ст. він описав шість нових видів монстер.

## Вирощування монстер

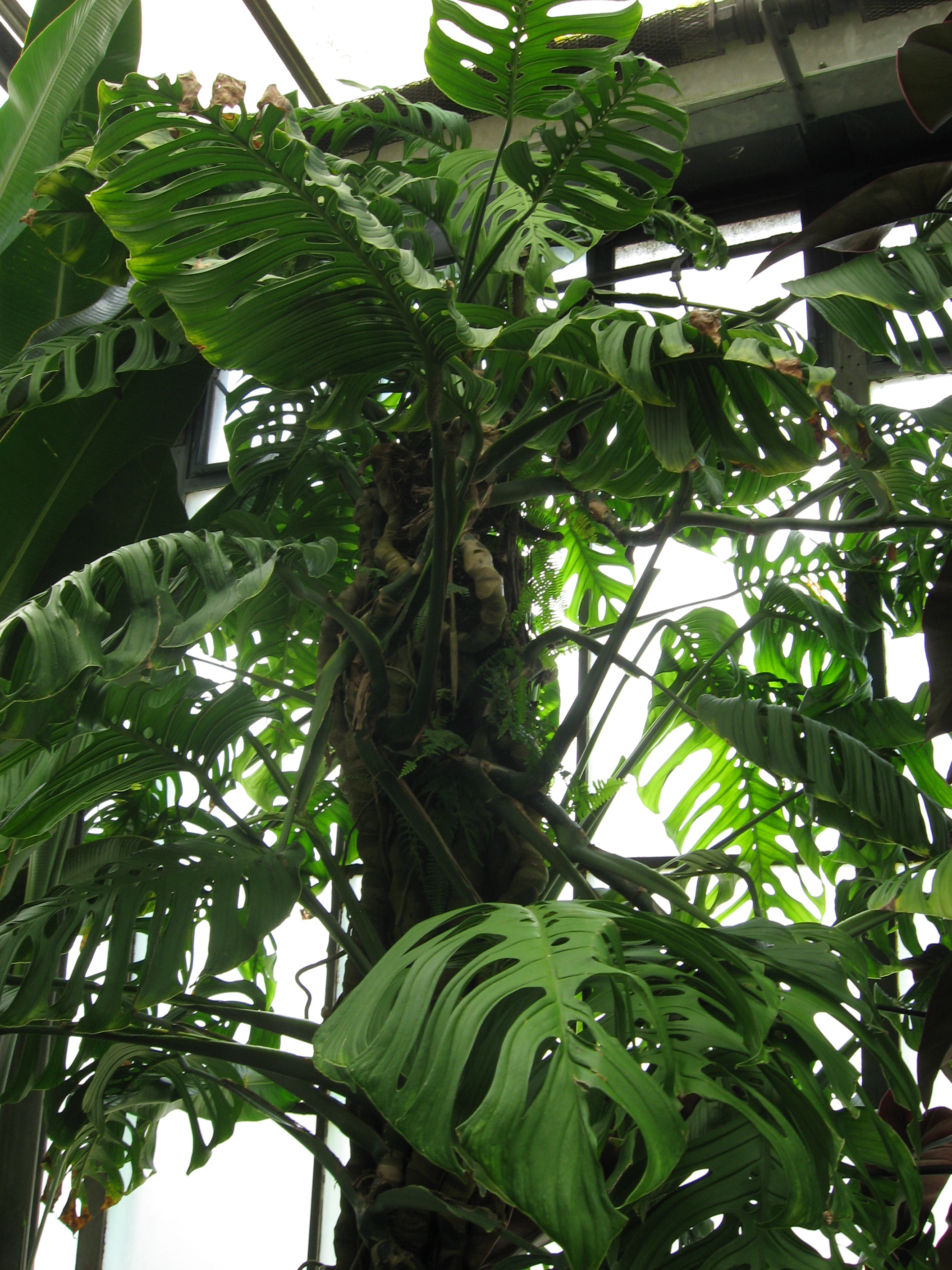
Monstera epipremnoides

На північній стороні ви ніколи не побачите великого розкішного листя з безліччю отворів, а листова пластинка може бути взагалі цілісною, тому найкращий варіант — розмістити монстеру в світлому місці без прямих сонячних променів. Влітку оптимальною є температура не нижче 21 °C, а в період спокою, з жовтня по березень — декілька прохолодніше. (16–19°C, але не нижче 15 °C).
Монстера вимагає частого обприскування. Ґрунт має бути постійно вологим, але не мокрим. Якщо це можливо, її виставляють під теплі літні дощі. Для поливу й обприскування слід використовувати теплу м'яку воду.
З квітня по серпень раз в один-два тижні вносять квіткові добрива, а в решту часу не підгодовують.
Щоб правильно підібрати перший квітковий горщик, необхідно визначитися, що пересаджувати: молодий укорінений стебловий живець або придбана у продажу рослина середніх розмірів. Стебловий живець поміщається у квітковий горщик місткістю приблизно 3–4 л. Складається наступна земельна суміш: 1 частину листової, 1 частину хвойної, 1 частину торф'яної добавки та 0,5 частин піску. Якщо говорити про готові земельні суміші, то підійде суміш «Пальма». Наявність хорошого дренажу обов'язкова. Пересаджений стебловий живець росте і перетворюється на хорошу монстеру роки через три-чотири, а іноді і раніше.

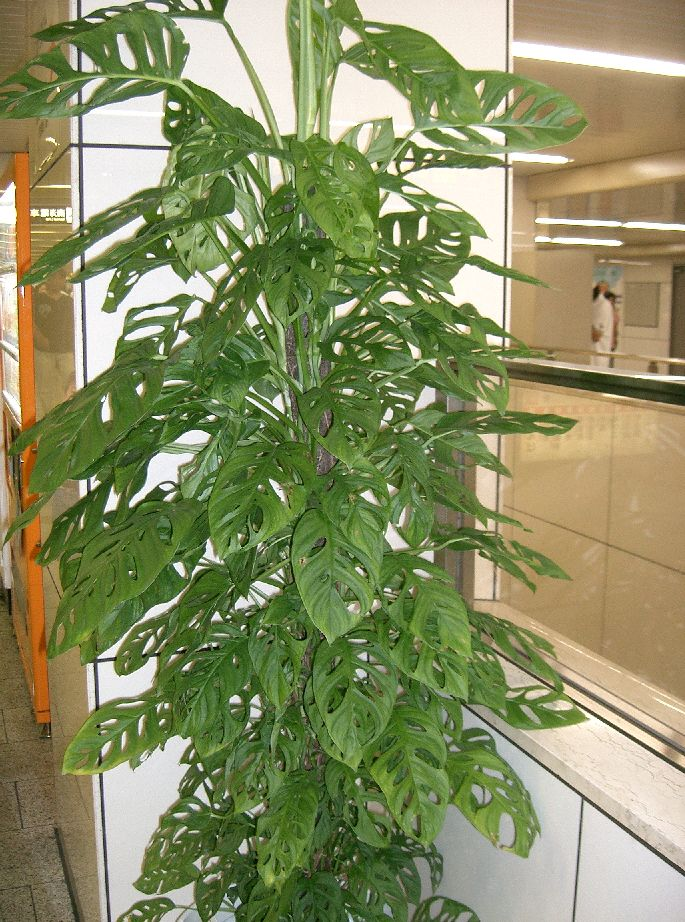
Monstera adansonii

Другий варіант. Якщо ви придбали голландську монстеру на моховій трубці, то поспішати з пересадкою не слід, особливо якщо покупка припала не на весняно-літній період. На перших порах правильний полив і підгодівлю досить.
Не здійснюйте наступну помилку, керуючись інформацією деяких видань: монстера вимагає щорічної пересадки. Дійсно, більшість ароїдних непогано ставитися до частої пересадки (у них не буває «критичних днів»), але для ніжного повітряного коріння, неміцного стебла такий засіб агротехніки неприйнятний. Отже, якщо вирощується рослина з невеликого стеблового живця, то необхідна одна проміжна пересадка у квіткову місткість «на вирощування» і друга — остаточна. Дорослу рослину (не менше, ніж з п'ятьма-шістьма листям) поміщають відразу у великий квітковий кадівб з піддоном.
Доросла рослина монстери крім обприскування потребує регулярного обмивання листя теплою кип'яченою водою. Якщо нехтувати такою трудомісткою процедурою, то неприємностей не уникнути: запилене недоглянуте листя — улюблений об'єкт шкідників. З віком нижнє листя втрачає минулу привабливість, і їх слід видаляти.
Якщо ви зрізали верхівку ростка на вкорінення, то не чекайте відразу «продірявленого» листя. Перший після зрізки лист завжди буде з цілісною листовою поверхнею. Не раніше, ніж на 6–7 рік вирощування, за умови хорошої освітленості, вологості, додаткового живлення у вигляді регулярного добрива і, нарешті, великої висадкової місткості ваша монстера зможе зацвісти всупереч усталеній думці, що монстери не квітнуть поза теплицями й оранжереями. А ось як писали про монстеру в книзі «Повсякденна рецептура садівника», 1911 р. «Земля має бути дуже рихлою, чим вона рихліша, тим краще розвивається коріння. З повітряним корінням треба поводитися обережно, направляючи їх до землі. Чим більше такого коріння знаходиться в землі, тим рослина стає сильнішою. Переставляти з місця на місце не варто, від цього псується листя».
При вирощуванні монстери можуть виникати деякі труднощі. При перезволоженні краї листя чорніють, сполотніле забарвлення листя говорить про те, що рослина отримує дуже багато сонця. Листя без отворів або стовбур, що облисів, свідчать про нестачу мінерального підживлення.
Немає квітникаря-любителя, який колись не мріяв виростити розкішну монстеру. Інше питання, що не все собі це можуть дозволити з міркувань подальшого розміщення дорослої рослини, оскільки вилізле стебло перевищує 6 м, а діаметр листової поверхні досягає 60 см.

## Догляд
| Температура       | 16-25 градусів за Цельсієм                | Чим вища температура, тим швидше відбувається зростання. |
| Освітлення        | не дуже яскраве                           | Добре росте в півтіні. |
| Полив             | рясний                                    | Ґрунт має бути весь час вологим. |
| Вологість повітря | звичайна                                  | Листя необхідно обприскувати і протирати вологою ганчірочкою. |
| Ґрунт             | нейтральний                               | Садова земля+перегній+торф+пісок 1:1:1:1; необхідний хороший дренаж. Підійде суміш «пальма».                                                                           |
| Підгодівля        | обов'язкова                               | З квітня по серпень. |
| Пересадка         | бажана раз                                | Молоді рослини, висаджують в проміжну ємність; через 3–4 роки пересаджують в об'ємний горщик. Обрізання старого листя стимулює «кущистість».                           |
| Розмноження       | живцями бічними і повітряними відростками | Живець з 1–2 листям, брунькою і повітряним коренем укорінюють при 24–30 градусів за Цельсієм в суміші землі, торфу і крупного піску.                                   |
| Цвітіння          | рідко                                     | Сніжно-білі квітки з'являються нечасто. Суцвіття — качан з плівчастим покривалом кремового кольору. Через рік дозрівають фіолетові плоди, що на смак нагадують ананас. |

## Проблеми й ускладнення при вирощуванні
- Листя «плаче». Причина — дуже вологий ґрунт. Дайте ґрунту підсохнути та збільште інтервали між поливами.
- Стебла загнивають. Причина — стеблова гнилизна. Зазвичай ця хвороба виявляється взимку, коли в умовах надлишку вологи й низької температури створюються сприятливі умови для розмноження гриба. Пересадіть рослину в інший горщик, підвищить температуру в приміщенні й обмежте полив.
- Листя жовтіє. Якщо пожовтіло багато листя, яке до того ж загниває і в'яне, то найімовірніша причина — перезволоження ґрунту. Якщо слідів загнивання або в'янення немає, то можлива причина — нестача харчування. Якщо жовтіє тільки нижнє листя, звернете увагу, чи немає на них коричневих плям і як виглядає нове листя — якщо вони маленькі й темні, то це ознака браку вологи. Бліде листя з жовтими плямами свідчить про надлишок сонячного світла.
- Обпадання листя. Нижнє листя завжди обпадає з віком. Якщо раптом відмирають декілька листків відразу, то причиною може бути серйозна помилка у догляді. Перевірте стан верхнього листя. Якщо перед опаданням листя стає сухим і коричневим, то причина в дуже високій температурі повітря. Це звичайна неприємність в зимовий час, коли рослини ставлять дуже близько до батарей.
- Оголений знизу стовбур, маленьке бліде листя. Причина — рослині не вистачає світла. У глибокій тіні монстера не росте.
- Коричневі крапки на нижній поверхні листа. Причина — червоний павутиновий кліщик.
- Коричневі, паперові верхівки долей і краї листя. Причина — сухе повітря. Обприскуйте листя або помістіть горщик у вологий торф. Аналогічні симптоми можуть з'явитися, якщо горщик дуже тісний. Коричневі верхівки — показник перезволоження ґрунту, проте в цьому випадку листя ще і жовтіє.

## Види
Згідно з даними The Plant List і Plants of the World Online до роду відносили:
1. Monstera acacoyaguensis Matuda
2. Monstera acuminata K.Koch — Shingle Plant
3. Monstera adansonii Schott
4. Monstera alcirana Croat, M.Cedeño, Zuluaga & O.Ortiz
5. Monstera alfaroi Croat & M.Cedeño
6. Monstera amargalensis Croat & M.M.Mora
7. Monstera anomala Zuluaga & Croat
8. Monstera aureopinnata Croat
9. Monstera barrieri Croat, Moonen & Poncy
10. Monstera bocatorensis Croat & M.Cedeño
11. Monstera boliviana Rusby
12. Monstera buseyi Croat & Grayum
13. Monstera cenepensis Croat
14. Monstera costaricensis (Engl. & K.Krause) Croat & Grayum
15. Monstera croatii M.Cedeño & A.Hay
16. Monstera deliciosa Liebm. — Ceriman, Swiss-cheese Plant
17. Monstera dissecta (Schott) Croat & Grayum
18. Monstera donosoensis Croat, M.Cedeño & O.Ortiz
19. Monstera dubia (Kunth) Engl. & K.Krause
20. Monstera egregia Schott
21. Monstera epipremnoides Engl.
22. Monstera filamentosa Croat & Grayum
23. Monstera florescanoana Croat, T.Krömer & Acebey
24. Monstera gambensis M.Cedeño & M.A.Blanco
25. Monstera gentryi Croat, M.Cedeño & O.Ortiz
26. Monstera gigas Croat, Zuluaga, M.Cedeño & O.Ortiz
27. Monstera glaucescens Croat & Grayum
28. Monstera gracilis Engl.
29. Monstera guzmanjacobiae Diaz Jim., M.Cedeño, Zuluaga & Aguilar-Rodr.
30. Monstera integrifolia Zuluaga & Croat
31. Monstera juliusii M.Cedeño & Croat
32. Monstera kessleri Croat
33. Monstera kikiae Zuluaga & M.Cedeño
34. Monstera lechleriana Schott
35. Monstera lentii Croat & Grayum
36. Monstera limitaris M.Cedeño
37. Monstera luteynii Madison
38. Monstera maderaverde Grayum & Karney
39. Monstera membranacea Madison
40. Monstera minima Madison
41. Monstera mittermeieri M.Cedeño
42. Monstera molinae Croat & Grayum
43. Monstera momoi Zuluaga & M.Cedeño
44. Monstera monteverdensis M.Cedeño & Croat
45. Monstera obliqua Miq.
46. Monstera oreophila Madison
47. Monstera pinnatipartita Schott
48. Monstera pittieri Engl.
49. Monstera planadensis Croat
50. Monstera praetermissa E.G.Gonç. & Temponi
51. Monstera punctulata (Schott) Schott ex Engl.
52. Monstera siltepecana Matuda
53. Monstera spruceana (Schott) Engl.
54. Monstera standleyana G.S.Bunting
55. Monstera subpinnata (Schott) Engl.
56. Monstera tablasensis M.Cedeño
57. Monstera tacanaensis Matuda
58. Monstera tarrazuensis Croat & M.Cedeño
59. Monstera tenuis K.Koch
60. Monstera titanum Croat, M.Cedeño & O.Ortiz
61. Monstera tuberculata Lundell
62. Monstera vasquezii Croat
63. Monstera wilsoniensis M.Cedeño & Grayum
64. Monstera xanthospatha Madison